# Ausonische Kultur
Als Ausonische Kultur wird eine archäologische Kultur der Spät- und Endbronzezeit (bronzo tardo und bronzo finale) bezeichnet, die auf den Liparischen Inseln sowie dem Nordosten Sizilien beheimatet war. 

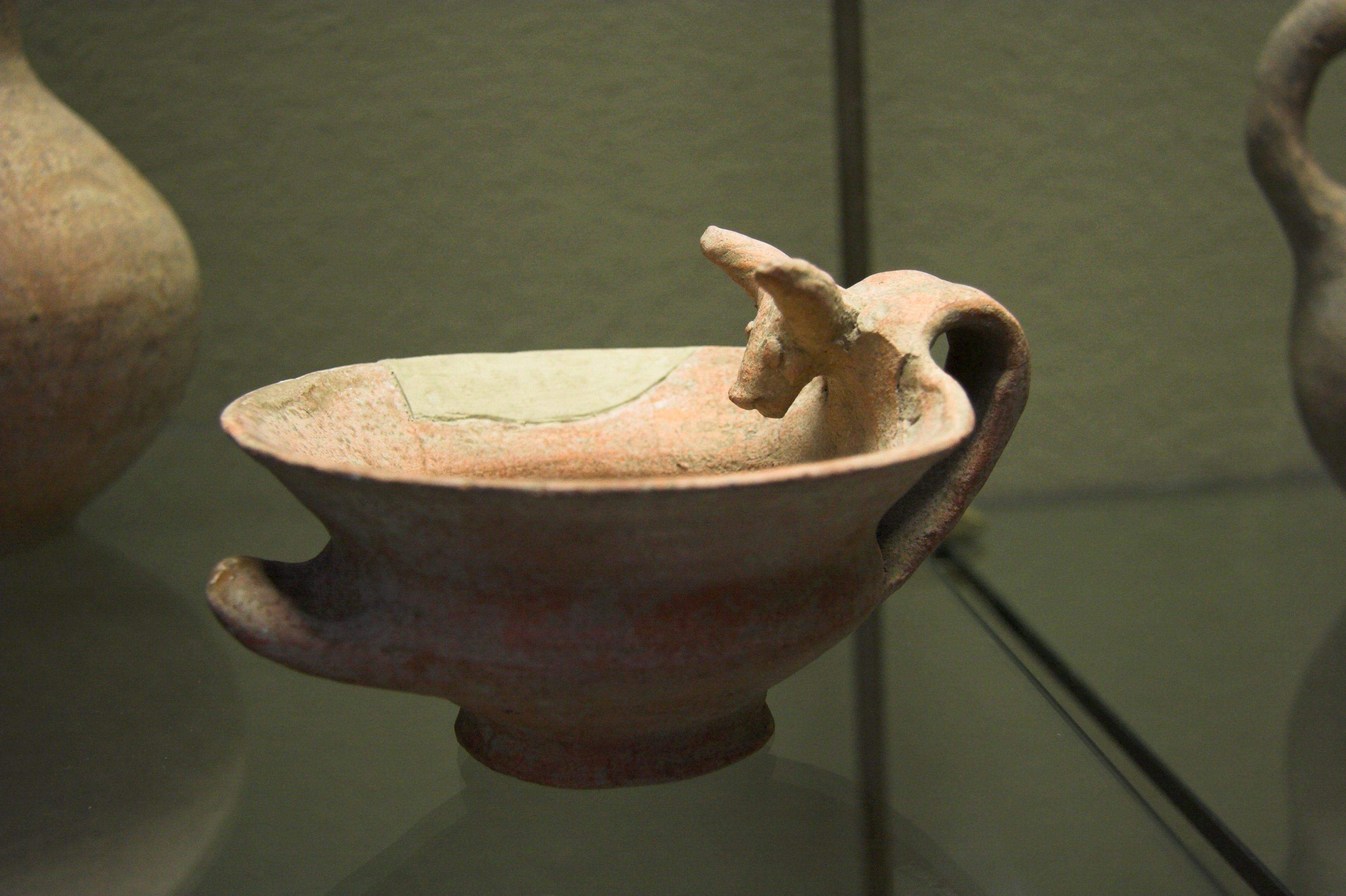
Schale mit einem bullenförmigen Griff der späten ausonischen Kultur; Ton, um 1050/850 v. Chr.; Sizilien; Museo Archeologico Regionale Paolo Orsi, Syrakus

Ihren Namen erhielt die Ausonische Kultur durch Luigi Bernabò Brea nach dem Vater des mythischen Gründers Liparos, Auson. Der Name Ausones wurde von den Griechen Unteritaliens auf verschiedene einheimische Gruppen und schließlich auf ganz Süditalien (Ausonia) verwandt. Das Fundmaterial der eingewanderten Ausones ist dementsprechend auch dem Fundmaterial der subapenninischen Kultur Unteritaliens sehr ähnlich.
Die Ausonische Kultur wird in zwei Abschnitte unterteilt:
- Ausonio A (beziehungsweise Ausonio I; Beginn des 13. bis zum 11. Jahrhundert v. Chr.)
- Ausonio B (beziehungsweise Ausonio II; 10. Jahrhundert v. Chr.)

In der Phase Ausonio A wurden die Liparischen Inseln zunächst offenbar mit kriegerischen Mitteln eingenommen, die vorherigen Siedlungen der Milazzese-Kultur wurden nicht weiter genutzt oder erneut besiedelt. Nur an einem exponierten Punkt, der Akropolis von Lipari ist eine Besiedlungskontinuität unter den neuen ausonischen Machthabern wahrscheinlich feststellbar. In der ersten Phase wurde nur wenig Keramik der ausonischen Kultur im nordwestlichen Sizilien gefunden. Diese Kulturkontakte intensivierten sich in der Phase Ausonio B. Es war die Zeit, in der ebenso wie an der kalabrischen Westküste ein kultureller Umbruch hin zur Protovillanova-Kultur erfolgte. Diese Bewohner Kalabriens waren wohl ebenfalls Angehörige der ausonischen Kultur. Auf Sizilien wurden im Laufe der Entwicklung vermehrt Einflüsse der Pantalica-Kultur aufgenommen. Wichtige Fundorte der späteren Zeit sind neben Lipari Milazzo und Lentini. Wann die Kultur genau ihre Eigenständigkeit verloren hatte, ist bislang noch unklar. Lipari wurde Mitte des 9. Jahrhunderts v. Chr. zerstört.

## Nachweise
1. ↑  Diodor 5,7,5–6; Dionysios von Halikarnassos: Römische Altertümer 1,22,3